# Вузькоколійна залізниця
Вузькоколі́йна залізни́ця (вузькоколійка) — залізниця, яка має колію вужчу за загальноприйняту (для України — 1520 мм). Більшість вузькоколійних залізниць мають ширину колії від 600 мм до 1067 мм.
Завдяки свому розміру, залізничні шляхи вузької колії дають змогу створювати криві з коротшою відстанню і більшим градусом, та використовувати легші рейки, що робило застосування такого виду залізниць економічно вигіднішим. Вузькоколійна залізниця дозволила створювати сполучення там, де сполучення нормальної колії є економічно невигідним, або ж рельєф унеможливлює її застосування. Також значне поширення вузька колія набула в гірничій промисловості, а саме в шахтах, де фізично обмежений простір потребує засобів менших розмірів.

## В Україні

### Історія
Перша вузькоколійка на теренах українських земель виникла за часів австрійського уряду і мала назву «Галицька». Першими залізницями на Бойківщині став відрізок від Стрия до Сколе. Будувались вони і на Закарпатті, і далеко в карпатських горах. Історія вузької залізниці розпочалася в Карпатах ще за часів Австро-Угорської імперії, коли в 1870 рр. австрійський підприємець барон Леопольд Поппер фон Подгарі від широкої залізниці в гори проклав вузькоколійки з кінною тягою. Окрім нього, вузькі залізниці і лісопромисел із 1886 р. активно розбудовували брати барони Грьоделі – у Сколівських Бескидах та графи Потоцькі – в Осмолоді.
Наприкінці XIX ст. в Українських Карпатах функціонувало 12 вузькоколійок (27 %). Бурхливий розвиток припав на початок XX ст., коли було розпочато будівництво 17 колій (38,6 %). Перша Світова війна змусила власників карпатських лісів на деякий час припинити лісорозробки і будівництво вузькоколійок. Вузькі залізниці використовувались не лише для транспортування вантажів, але й для перевезення пасажирів. Першу ліцензію на туристичні маршрути серед малих залізниць Європи отримала карпатська вузькоколійка братів Грьоделів сполученням Сколе – Демня – Коростів, протяжністю 41 км.
Вузькоколійки будувались різної ширини – від 600 до 800 мм. Наприкінці XIX ст., в основному, використовувалась кінна тяга, а з початку XX ст. – паровози (Cn2t-3537-3540, Cn2t-4173-4175, Dh2t+t, Dh2+3t, танк-паровози O&K 6506 і 6507 (013-0Т), Краусс/Лінц 0-2-0Т, Краусс/Лінц № 5768, 7196 та ін.).
Всього в Українських Карпатах в кінці ХІХ – першій третині XX ст. діяло 44 вузькоколійки загальною довжиною понад 1400 км, з яких 16 – у Передкарпатті (Львівщина – 11,4 %, Станіславівщина – 25 %), 27 – на Закарпатті (61,3 %) та 1 – на Буковині (2,3). Найбільшою була мережа на Закарпатті, довжина ліній якої, лише за встановленими даними, складала близько 1 тис. км.

### Сучасність

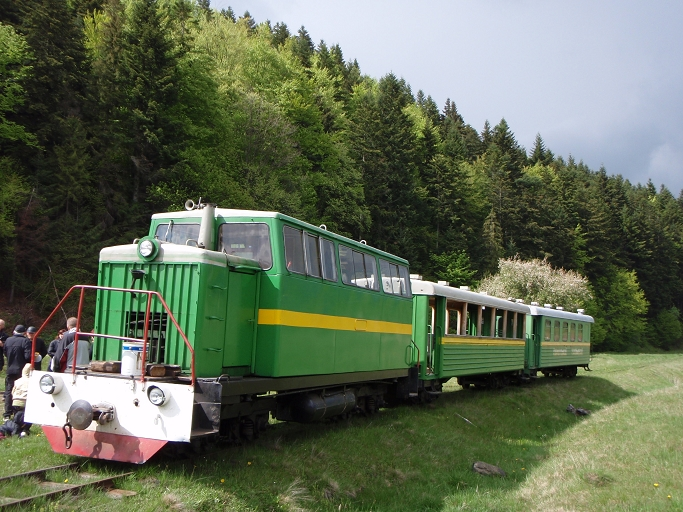
Вузькоколійний поїзд біля мізунського джерела (Карпатський трамвай)

На теренах України є декілька вузькоколійок, переважно промислового значення. Вузькоколійні залізниці використувуються на видобутках торфу, лісу, вугілля, при виготовленні цегли та шпал. Всі діючі вузькоколійки мають колію завширшки 750 мм.
На трьох вузькоколійках України здійснюються пасажирські перевезення — Гайворонській, Боржавській та Антонівка — Зарічне (в народі має назву «Кукушка»).

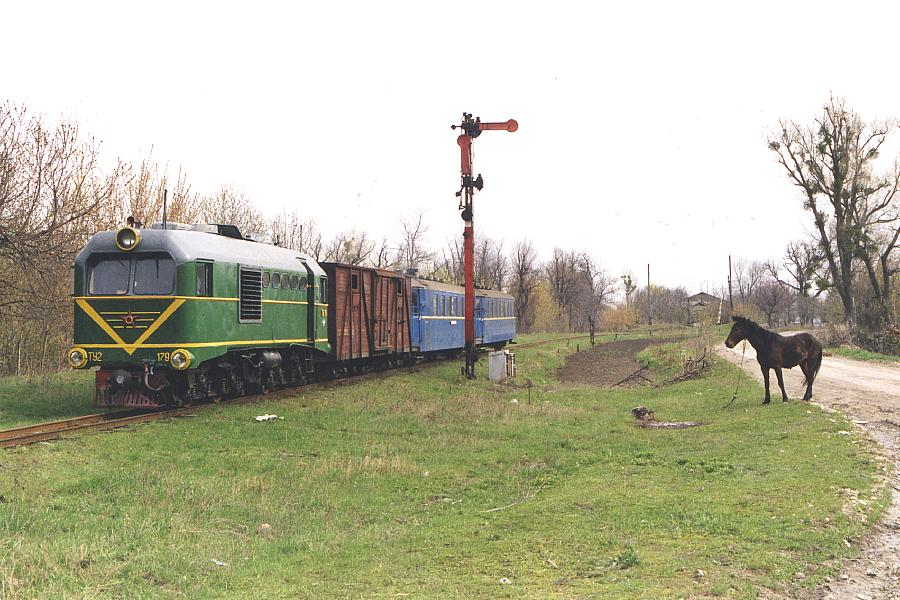
Вузькоколійний поїзд на станції Рудниця
(Гайворонська вузькоколійка)

Гайворонською здійснюється пасажирські перевезення щоденно від смт Рудниця.
Боржавська вузькоколійка введена в експлуатацію 24 грудня 1908 року і в народі має назву «Анця Кушницька» або «Жужіка». Регулярне сполучення відбувається на відрізку Виноградів — Хмільник. В останні роки поїзд до Іршави не курсує. Поїзд складався з локомотива ТУ2 та двох пасажирських вагонів.
Впродовж декількох років спільнота залізничних активістів за допомогою різних комунікацій виносила на загал тему про збереження вузькоколійок. Мова йде про три локальні залізниці стандарту 750 мм (Антонівка — Зарічне, Рудниця — Голованівськ, Берегове — Хмільник — Виноградів). У регіональних філіях, які експлуатують вузькоколійні залізниці, вважають їх непрофільними активами. Проте щоразу, коли вузькоколійки опиняються під загрозою демонтажу, цей процес гальмується через публічний резонанс.
На початку 2022 року керівництво «Укрзалізниці» вирішило підтримати ідею збереження вузькоколійок. Їх розглядають, як приміський транспорт і, як об'єкти технічної, культурної спадщини. Щоб отримати об’єктивну картину щодо технічного стану малих залізниць були проведені комісійні об’їзди за участі представників профільного департаменту «Укрзалізниці». За останні 30 років заходи такого рівня зовсім не проводилися. У липні 2022 року відбулася інспекція на Боржавській вузькоколійці. Висновки щодо стану цієї залізниці аналогічні тим, що стосувалися Гайворонської та Антонівської вузькоколійок. Рухомий склад може працювати і перевозити пасажирів, проте колії непридатні для поточної експлуатації. Це стосується перегонів: Антонівка — Біла — Зарічне (завдожки 106 км), Гайворон — Грушка — Голованівськ (52 км), Берегове — Хмільник — Виноградів (47 км). За підсумками перевірок компетентні особи повідомили, що для відновлення руху поїздів потрібно замінити декілька десятків тисяч шпал. Якби регіональні філії впродовж минулих років проводили поточні ремонти колій, ситуація не була б такою провальною. 
Більш-менш краща ситуація із функціонуванням вузькоколійки Гайворон — Рудниця. Щоденно курсує одна пара приміського поїзда, три рази на тиждень дві пари. З 1 серпня 2022 року — щоденно, крім суботи, в ходу передбачено дві пари поїздів. Одеська залізниця знайшла можливість відремонтувати дільницю Гайворон — Голованівськ (до осені 2022 року заплановано відновити рух поїздів). 
Вузькоколійка Виноградів —Хмільник — Берегове нині не функціонує. Терміни відновлення невідомі, Львівська залізниця немає ресурсів для заміни шпал. Також з’явилися новини, що Закарпатська обласна рада готова взяти на свій баланс вузькоколійку і розвивати туристичний сегмент. Проте, невідомо за якою моделлю буде здійснюватися утримання та експлуатація залізниці. Найкращий варіант — це коли інфраструктура залишиться на обслуговуванні Львівської залізниці, а обласна рада буде замовляти обсяги послуг для перевезень. Важливо, щоб збереглося приміське сполучення. Інакше, перебуваючи повністю у комунальній власності вузькоколійка втратить свій потенціал через обмежені можливості для експлуатації. До речі, Боржавська вузькоколійка може перевозити вантажі (вугілля) на ділянці Іршава — Ільниця. 
Антонівська вузькоколійка на Рівненщині, також не працює через проблеми із якістю залізничного полотна. Потрібно замінити тисячі шпал і відремонтувати міст через річку Стир, а всі роботи відкладаються на період, коли буде гарантована безпека у прикордонних регіонах. Наразі, через загрозу ракетних ударів з білоруської території, вузькоколійка законсервована.  
У 2022 році вперше за багато років українські вузькоколійки «Укрзалізниця» дослідила на предмет технічного стану. Разом з цим, вузькоколійні залізниці отримали шанс на відновлення, а показники пасажиропотоку можуть повернутися до періоду початку 2000-х років.

## Список вузькоколійних залізниць України

### Діючі
- Боржавська вузькоколійна залізниця
- Вузькоколійна залізниця Рудниця — Голованівськ
- Вузькоколійна залізниця Антонівка — Зарічне
- Карпатський трамвай

### Недіючі
- Вузькоколійна залізниця Тересва — Усть-Чорна
- Вузькоколійна залізниця Губарівка — Пархомівка
- Коломийський трамвай
- Вузькоколійна залізниця Єрки — Вільшана
- Вузькоколійна залізниця Поташ — Березино (Червоний Кут)
- Ірдинська вузькоколійна залізниця
- Електрифікована вузькоколійка в Олександрійському (розібрана у 2005)

## Дитячі залізниці

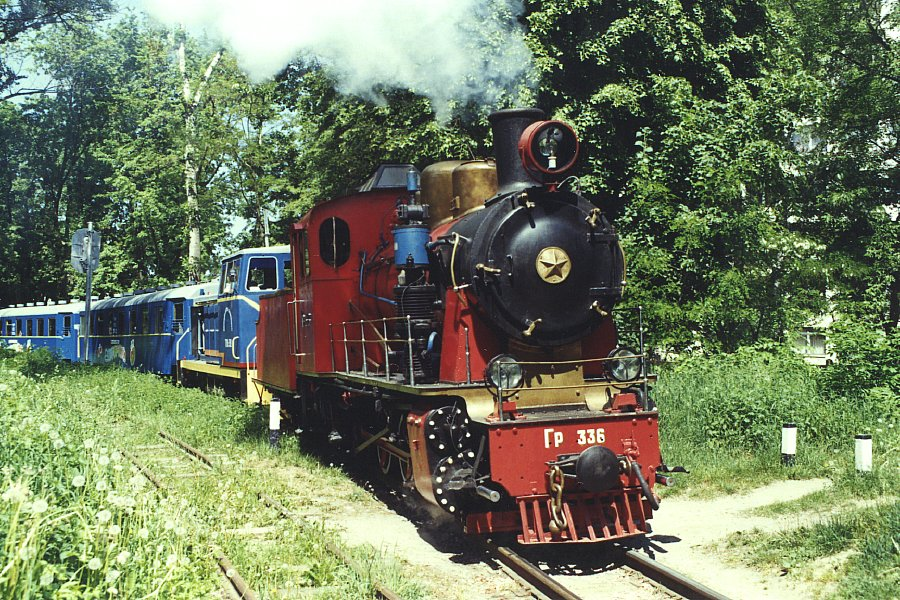
Паровоз ГР-336 на Київській дитячій залізниці

Всі дитячі залізниці мають вузьку колію. Ширина колії дитячих залізниць України — 750 мм. Всього в Україні налічується 8 дитячих залізниць. 

## Рухомий склад
Майже весь рухомий склад українських вузькоколійок представляє з себе радянські дизельні зразки техніки (тепловози, автомотриси), шахтні аккумуляторні електровози, та техніку країн соціалістичного блоку, але також наявна ретро-техіка виробництва інших країн.

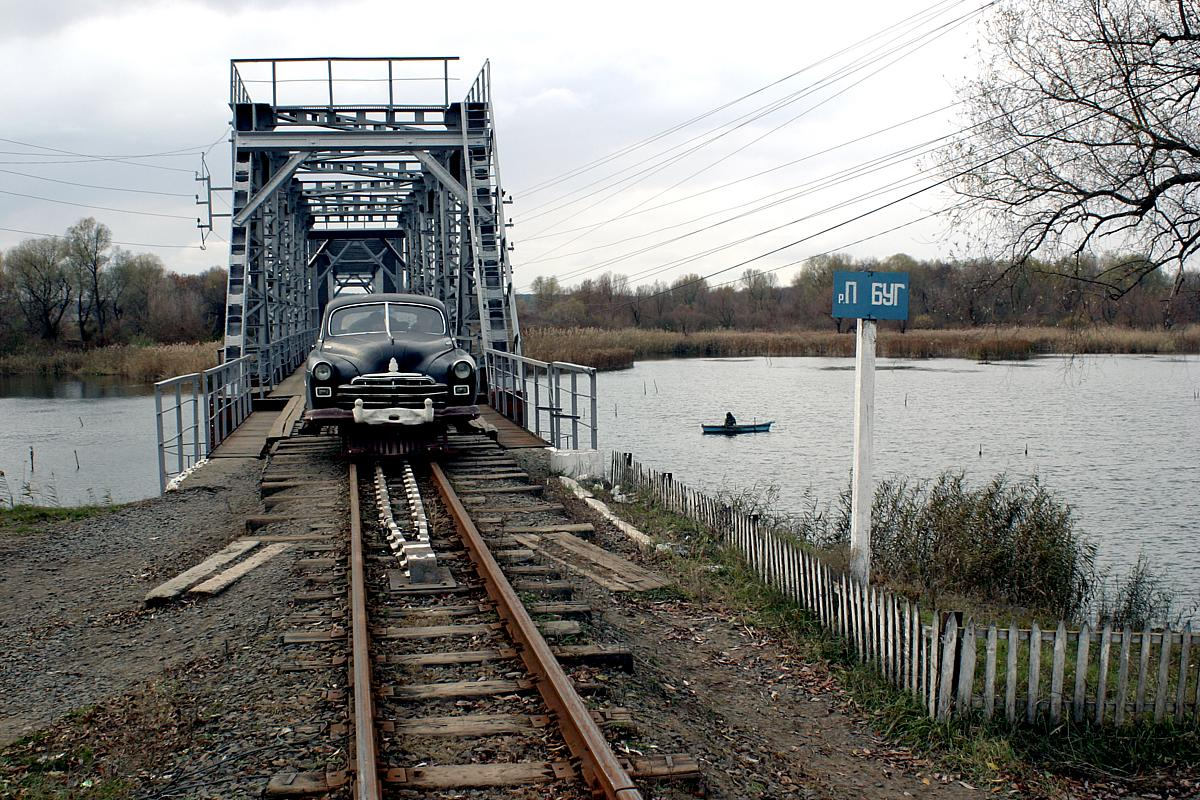
Автомотриса на базі автомобіля ЗІМ на Гайворонській вузькоколійці